# Топол, Яхим
Яхим Топол (Яхим Тополь чеш. Jáchym Topol, 4 августа 1962, Прага) — чешский писатель, поэт, переводчик, драматург, музыкант, редактор, журналист.

## Биография
Сын поэта, драматурга и переводчика Йосефа Топола (1935—2015), внук писателя Карела Шульца. Начинал в конце 1970-х как автор песен для андеграундной рок-группы Psí vojáci, которой руководил его брат Филип (1965—2013). В 1980-х выпускал несколько самиздатских журналов (Револьвер, 1985—1989, и др.). Из-за диссидентской деятельности отца Яхиму была закрыта дорога в университет. Сменил несколько мест работы, на короткие сроки помещался в тюрьму. Подписал диссидентскую Хартию-77.
Участвовал в бархатной революции, выпускал независимый информационный листок, впоследствии ставший либеральным еженедельником Респект.
С первой половины 1990-х перешёл от стихов к гротескной постмодернистской прозе. Автор нескольких романов и книг рассказов, переведённых на английский, французский, немецкий, итальянский, испанский, польский, венгерский, словенский, белорусский, турецкий и др. языки.
Русские переводчики его книг — Сергей Скорвид и Инна Безрукова.

## Избранные публикации

### Поэзия
- Miluju tě k zbláznění/ Люблю тебя как сумасшедший (1988, самиздат)
- V úterý bude válka/ Война начнется во вторник (1992)

### Проза
- Výlet k nádražní hale/ Экскурсия на вокзал (1994)
- Sestra/ Сестра (1994, роман, премия Эгона Хостовского, экранизирован в 2008)
- Anděl/ Ангел (1995, роман, 4 переизд., экранизирован в 2000)
- Noční práce/ Ночная работа (2001)
- Kloktat dehet/ Полоскать горло дегтем (2005, фантастический роман в жанре «альтернативной истории»)
- Zlatá hlava/ Золотая голова (2005, рассказы)
- Supermarket sovětských hrdinů/ Супермаркет советских героев (2007, рассказы)
- Chladnou zemí/ По студеной земле (2009, рассказы)

## На русском языке
- Мастерская дьявола / пер. с чешского C. Скорвида. М.: Книжники, 2019. — 176 с.

## Признание
Премия Ярослава Сейферта (2010).